# El Niño – Jižní oscilace

Časové řady indexu jižní oscilace 1876–2017.

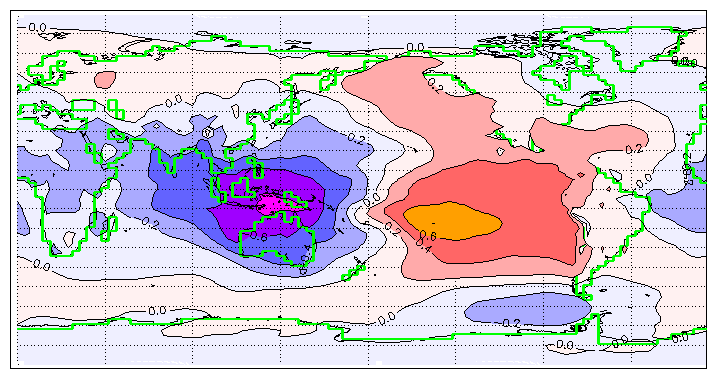
Index jižní oscilace koreluje s průměrným tlakem na mořské hladině.

El Niño – Jižní oscilace (ENSO) je označení pro nepravidelně periodické kolísání větrů a povrchových teplot moře v tropické oblasti východního Tichého oceánu, které ovlivňuje klima ve velké části tropů a subtropů. Fáze oteplování moře je známá jako El Niño a fáze ochlazování jako La Niña. El Niño je doprovázeno vysokým přízemním tlakem vzduchu v tropickém západním Pacifiku a La Niña nízkým přízemním tlakem vzduchu tamtéž. Obě období trvají každé několik měsíců a obvykle se objevují jednou za několik let s různou intenzitou.
Obě fáze souvisejí s Walkerovou cirkulací, kterou objevil Gilbert Walker na počátku dvacátého století. Walkerova cirkulace – tedy normální stav – je způsobena tlakovou gradientní silou, která působí mezi oblasti vysokého tlaku nad východním Pacifikem, tedy u pobřeží Jižní Ameriky, a oblastí nízkého tlaku nad Indonésií. Oslabení nebo dokonce obrácení Walkerovy cirkulace, jejíž důležitou součástí jsou pasáty, snižuje pasátní odliv teplé povrchové vody, čímž snižuje příliv studené hlubokomořské vody, to vše ve východním Pacifiku u pobřeží Jižní Ameriky. Tento jev se nazývá El Niño. Naopak zvláště silná Walkerova cirkulace vede k ještě nižším než obvykle nízkým teplotám na východě oceánu a zesiluje pasáty. Tomuto jevu se říká La Niña
Mechanismy, které oscilaci způsobují, jsou stále předmětem zkoumání. Extrémy uvedené oscilace pak způsobují extrémní počasí (např. povodně a sucha) v mnoha oblastech světa, ale nejvíce jsou postiženy země, které sousedí s Tichým oceánem a pochopitelně, jsou-li závislé na zemědělství a rybolovu.

## Popis

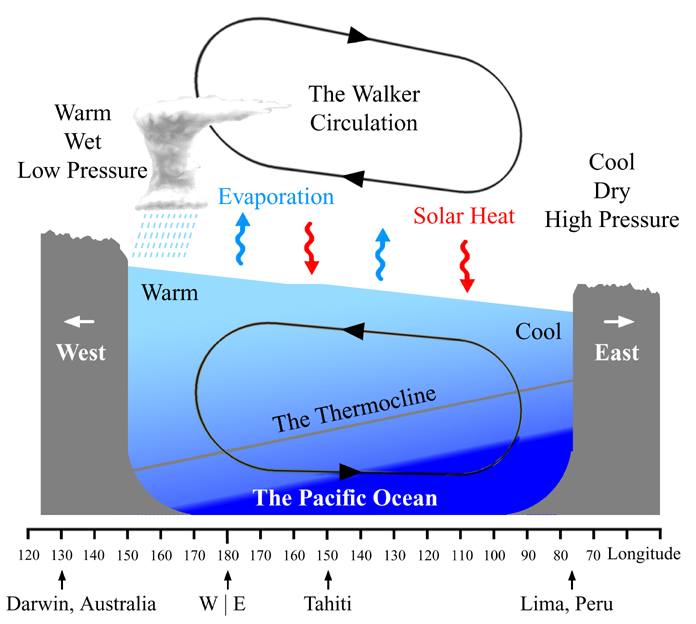
Schéma kvazirovnovážné fáze a fáze La Niña jižní oscilace. Walkerova cirkulace se na povrchu projevuje jako východní pasáty, které přesouvají vodu a vzduch ohřátý sluncem směrem na západ. Západní strana rovníkového Pacifiku se vyznačuje teplým a vlhkým počasím v tlakové níži, protože nashromážděná vlhkost se vylévá v podobě tajfunů a bouřek. V důsledku tohoto pohybu je hladina oceánu v západní části Tichého oceánu asi o 60 cm vyšší. Voda a vzduch se vracejí zpět na východ. Obojí je nyní mnohem chladnější a vzduch je mnohem sušší. Epizoda El Niño se vyznačuje narušením tohoto koloběhu vody a vzduchu, což má za následek relativně teplou vodu a vlhký vzduch ve východním Pacifiku.

El Niño – je klimatický jev, který pravidelně kolísá mezi třemi fázemi: neutrální, La Niña a El Niño. La Niña a El Niño jsou protichůdné fáze, než nastanou dochází k určitým změnám v oceánu i atmosféře.
Za normálních okolností přináší severním směrem proudící Humboldtův proud relativně studenou vodu z Jižního oceánu na sever podél západního pobřeží Jižní Ameriky do tropů a tento ochlazující účinek je ještě zesílen vzestupným prouděním probíhajícím podél pobřeží Peru. Podél rovníku v této oblasti totiž pasáty způsobují, že oceánské proudy vytahují chladnou vodu z hlubších vrstev oceánu k hladině, čímž dochází k ochlazování povrchu oceánu. Pod vlivem rovníkových pasátů tato studená voda proudí na západ podél rovníku, kde je pomalu ohřívána sluncem. Přímým důsledkem je, že teplota povrchu moře v západním Pacifiku (pobřeží Indonésie, Austrálie apod.) je obecně vyšší, a to přibližně o 8–10 °C než ve východním Pacifiku (zejm. pobřeží Peru). Uvedená teplejší oblast oceánu je zdrojem konvekce a je spojena s oblačností a srážkami. V letech El Niño studená voda slábne nebo zcela mizí, protože voda ve středním a východním Pacifiku se otepluje stejně jako v západním Pacifiku.

## Walkerova cirkulace
Walkerova cirkulace je způsobena tlakovým gradientem, který vzniká v důsledku systému vysokého tlaku nad východním Pacifikem a systému nízkého tlaku nad Indonésií. Walkerova cirkulace v tropických oblastech Indické, Tichomořské a Atlantické pánve má za následek západní přízemní větry v době léta na severní polokouli v oblasti Indického oceánu a východní větry ve oblasti Tichého a Atlantského oceánu. V důsledku toho vykazuje teplotní struktura těchto tří oceánů dramatické asymetrie. V rovníkových oblastech Tichého oceánu i Atlantiku panují v době léta na severní polokouli na východě chladné povrchové teploty, zatímco chladnější povrchové teploty převládají pouze v západní části Indického oceánu. Tyto změny povrchových teplot odrážejí změny v hloubce termokliny.
Změny Walkerovy cirkulace v čase probíhají společně se změnami povrchové teploty. Některé z těchto změn jsou vynuceny zvenčí, například sezónním posunem Slunce na severní polokouli v létě. Jiné změny jsou zřejmě důsledkem spřažené zpětné vazby mezi oceánem a atmosférou, kdy například východní větry způsobují pokles povrchové teploty moře na východě, což zvyšuje zonální tepelný kontrast, a tím zesiluje východní větry v celé pánvi. Tyto anomální východní větry vyvolávají větší rovníkové proudění a zvyšují termoklinu na východě, čímž zesilují počáteční ochlazení způsobené jižními větry. Tuto spojenou zpětnou vazbu mezi oceánem a atmosférou původně navrhl Bjerknes. Z oceánografického hlediska je rovníkový studený „jazyk“ způsoben východními větry. Kdyby bylo zemské klima symetrické kolem rovníku, příčný rovníkový vítr by zmizel a studený jazyk by byl mnohem slabší a měl by zcela jinou zonální strukturu, než jakou pozorujeme dnes.
Za podmínek, kdy není jev El Niño, se Walkerova cirkulace projevuje na povrchu jako východní pasáty, které přesouvají vodu a vzduch ohřátý sluncem směrem na západ. Tím se také vytváří oceánské vlnobití u pobřeží Peru a Ekvádoru a k hladině se dostává studená voda bohatá na živiny, což zvyšuje zásoby ryb. Západní strana rovníkového Pacifiku se vyznačuje teplým, vlhkým počasím s nízkým tlakem, protože nashromážděná vlhkost se vylévá v podobě tajfunů a bouřek. V důsledku tohoto pohybu je hladina oceánu v západní části Tichého oceánu asi o 60 cm vyšší.

## Kolísání teploty povrchu moře
V rámci Národního úřadu pro oceán a atmosféru ve Spojených státech se sledují teploty mořské hladiny v oblasti Niño 3.4, která se rozkládá od 120. do 170. poledníku západní délky podél rovníku o pět stupňů zeměpisné šířky na obě strany. Tato oblast se nachází přibližně 3 000 km jihovýchodně od Havaje. Vypočítává se poslední tříměsíční průměr pro tuto oblast, a pokud je v ní teplota vyšší (nebo nižší) než normál pro toto období o více než 0,5 °C, považuje se za probíhající El Niño (nebo La Niña). Britská meteorologická služba Met Office používá pro určení stavu ENSO také několikaměsíční období. Pokud toto oteplení nebo ochlazení trvá pouze sedm až devět měsíců, klasifikuje se jako „podmínky“ El Niño/La Niña; pokud se vyskytuje déle než toto období, klasifikuje se jako „epizody“ El Niño/La Niña.

### Neutrální fáze
Pokud se odchylka teploty od klimatologie pohybuje v rozmezí 0,5 °C, jsou podmínky ENSO označovány jako neutrální. Neutrální podmínky jsou přechodem mezi teplou a studenou fází ENSO. Teploty oceánů (podle definice), tropické srážky a větrné poměry se během této fáze blíží průměrným podmínkám. Téměř polovina všech roků se nachází v neutrální fázi. Během neutrální fáze ENSO mají větší vliv jiné klimatické anomálie/vzorce, jako je znaménko severoatlantické oscilace nebo vzorec telekonexe (dálkové vazby) mezi Pacifikem a Severní Amerikou.

### Teplá fáze
Když Walkerova cirkulace zeslábne nebo se obrátí a Hadleyho cirkulace zesílí, vzniká El Niño, což způsobuje, že povrch oceánu je teplejší než průměr, protože k vývěru studené vody dochází méně nebo vůbec nedochází u severozápadního pobřeží Jižní Ameriky. El Niño je spojeno s pásmem teplejších než průměrných teplot oceánské vody, které se pravidelně vytváří u tichomořského pobřeží Jižní Ameriky. El Niño znamená španělsky „chlapeček“ a výraz El Niño psaný s velkým písmenem odkazuje na Ježíška, Ježíše Krista, protože periodické oteplování v Tichém oceánu v blízkosti Jižní Ameriky bývá zaznamenáno kolem Vánoc. El Niño doprovází vysoký tlak vzduchu při povrchu v západním Pacifiku. Mechanismy, které oscilaci způsobují, jsou stále předmětem zkoumání.

### Studená fáze
Zvláště silná Walkerova cirkulace způsobuje La Niña, což vede k nižším teplotám oceánu ve střední a východní části tropického Tichého oceánu v důsledku zvýšeného proudění. La Niña je spojený jev oceán-atmosféra, který je protějškem El Niña jako součást širšího klimatického modelu El Niño Southern Oscillation. Název La Niña pochází ze španělštiny a znamená „děvčátko“, což je obdoba názvu El Niño, který znamená „chlapeček“. V období La Niña bude teplota povrchu moře v rovníkové oblasti východního a středního Pacifiku o 3–5 °C nižší než obvykle. Ve Spojených státech nastává výskyt La Niña po dobu nejméně pěti měsíců podmínek La Niña. Každá země a každý ostrovní stát má však jinou hranici pro to, co představuje událost La Niña, která je přizpůsobena jejich specifickým zájmům. Japonská meteorologická agentura například prohlašuje, že událost La Niña začala, když je průměrná pětiměsíční odchylka teploty povrchu moře pro oblast NINO.3, chladnější o více než 0,5 °C po dobu 6 po sobě jdoucích měsíců nebo déle.

### Přechodné fáze
Přechodné fáze při nástupu nebo odchodu El Niña nebo La Niña mohou být také důležitými faktory pro globální počasí, protože ovlivňují telekonexe (dálkové vazby). Významné epizody, známé jako Trans-Niño, se měří pomocí indexu Trans-Niño (TNI). Příkladem ovlivněného krátkodobého klimatu v Severní Americe jsou srážky na severozápadě USA a intenzivní aktivita tornád v přilehlých státech USA.

## Aktuální stav
Na jaře roku 2023 skončila tři roky trvající fáze La Niña, takže dále můžeme předpokládat několik let trvající normální fázi. https://www.seznamzpravy.cz/clanek/zahranicni-v-pacifiku-se-po-letech-obratily-karty-svetu-to-prinese-jeste-vetsi-teplo-227934